# As-Salabijja
As-Salabijja (arab. الثعلبية) – wieś w Syrii, w muhafazie Aleppo, w dystrykcie Al-Bab. W 2004 roku liczyła 81 mieszkańców.